# Província marítima de Palamós

Bandera de la província marítima de Palamós

La província marítima de Palamós és una de les trenta províncies marítimes en les quals el litoral espanyol està dividit. Aquesta província va des del riu Tordera fins a la frontera de França. Pel sud limita amb la província marítima de Barcelona i pel nord limita amb les aigües nacionals de França.
La capitania d'aquesta província es troba a la població de Palamós, essent també el port de Palamós el port principal de la província.
Consta dels següents districtes:
- Blanes (BA-4), que va des del riu Tordera fins a la punta de Salions.
- Palamós (BA-5), que va des de la punta de Salions fins al Cap Castell.
- Roses (BA-6), que va des del cap Castell fins al límit de les aigües nacionals a la frontera francesa.[1]